# Bertha Benz

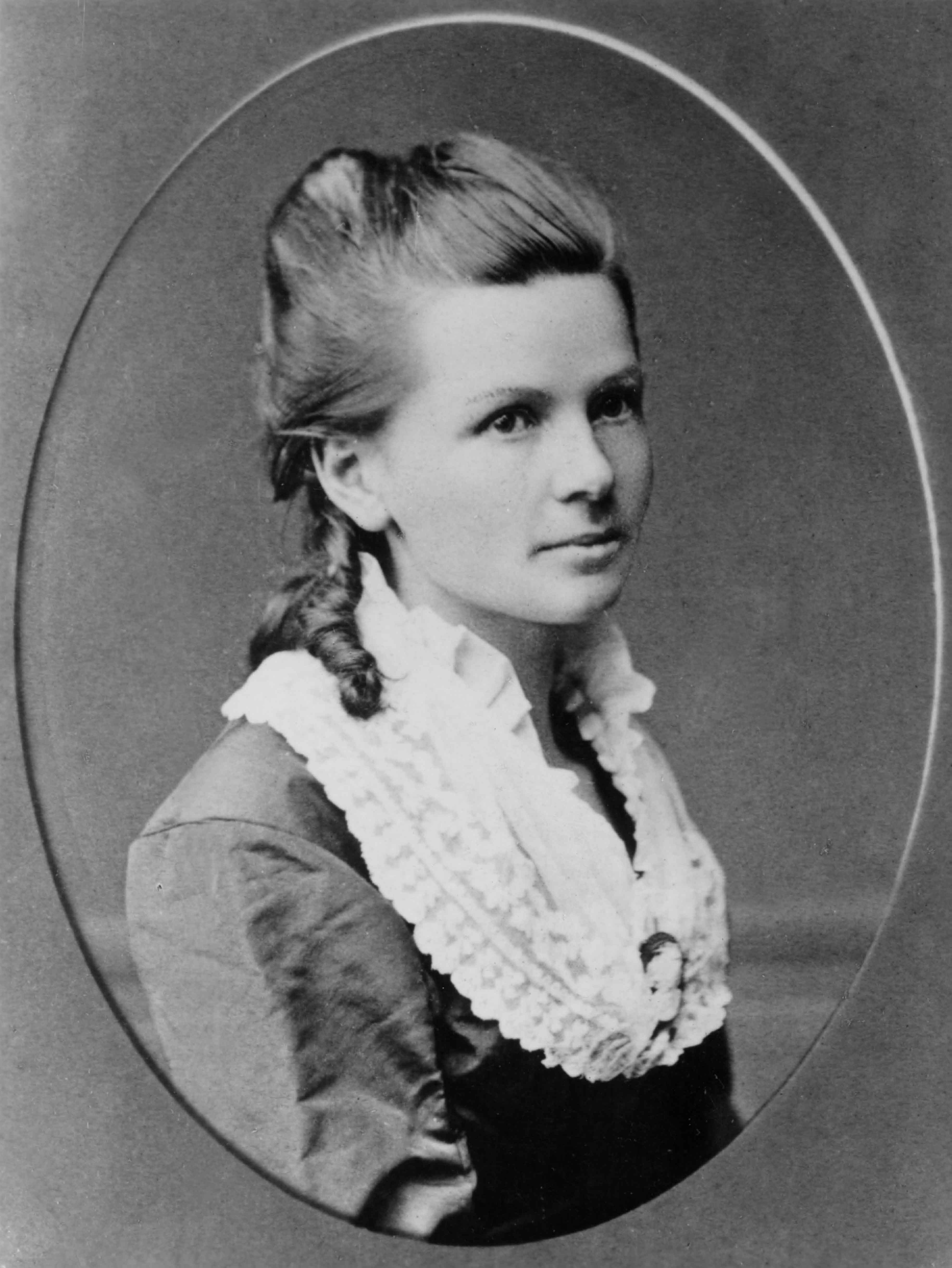
Bertha Benz, kh. 1871

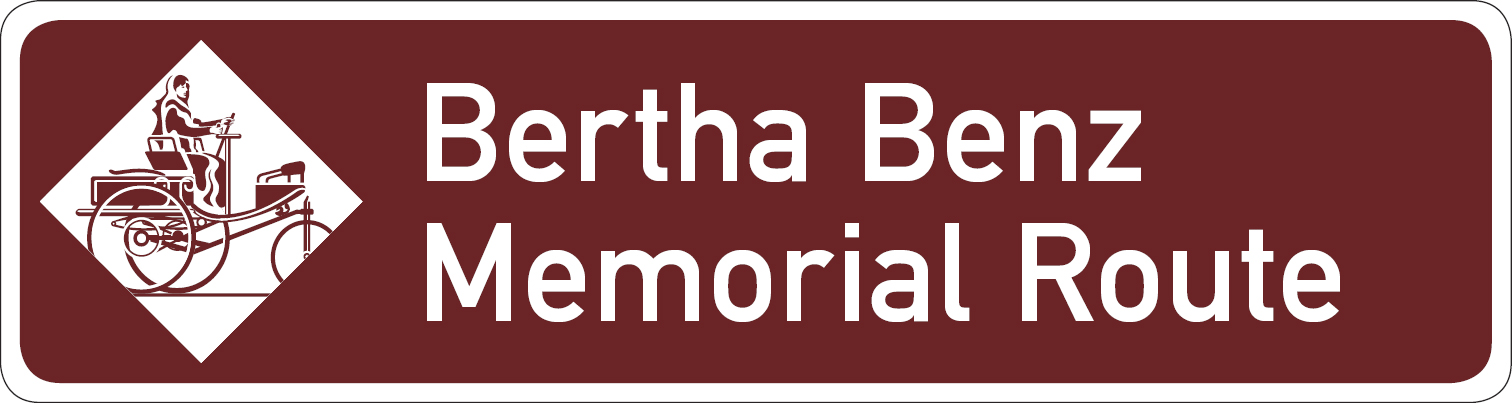
Bertha Benz Memorial Route

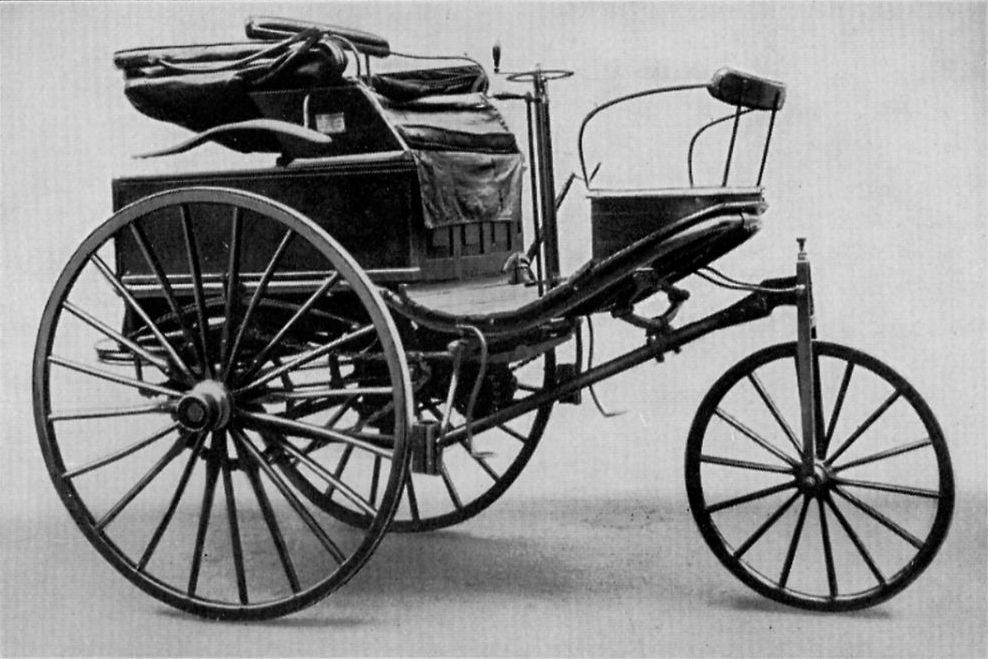
Benz Patent-Motorwagen Nr. 3 (1888)

Bertha Benz (có tên con gái là Cäcilie Bertha Ringer; 3 tháng 5 năm 1849 tại Pforzheim, Đức – 5 tháng 5 năm 1944 tại Ladenburg, Đức) là một nhà tiên phong trong ngành ô tô.
Bertha Ringer kết hôn với Carl Benz vào ngày 20 tháng 7 năm 1872 tại Ladenburg. Bà đã góp phần quyết định vào thành công của chồng trở thành một nhà sản xuất ô tô, không chỉ bằng tinh thần mà còn cụ thể bằng các giúp đỡ tài chính: Trước cuộc hôn nhân, Carl Benz lâm vào trình trạng khó khăn về tài chính. Bà đã xin trả trước tiền hồi môn và đã bằng số tiền này đã cứu thoát doanh nghiệp của chồng khỏi cảnh sụp đổ.
Sau đó, khi chiếc ô tô đã đăng ký bằng phát minh không được chấp nhận ở giới muốn mua như hy vọng, vào ngày 5 tháng 8 năm 1888, không cho chồng biết, bà đã cùng hai con trai là Richard và Eugen dùng xe chạy 106 kilômét từ Mannheim về Pforzheim thăm cha mẹ của bà. Chuyến đi ô tô đường dài thành công đầu tiên này đã góp phần quan trọng vào việc đánh tan các nghi ngại của khách hàng và sau đó là tạo điều kiện cho doanh nghiệp thành công về mặt kinh tế.
Qua chuyến đi bằng ô tô này bà là người lái ô tô đầu tiên trong lịch sử thế giới: Người lái ô tô đầu tiên là một phụ nữ! Carl Benz đã viết về bà trong hồi tưởng của ông: "Anh dũng và can đảm bà đã giương cánh buồm mới của hy vọng".